# 대니 트레호
대니 트레호(영어: Danny Trejo 대니 트레이호[*], 영어 발음: /ˈtreɪhoʊ/, 1944년 5월 16일 ~ )는 미국의 배우이다. 육촌 로버트 로드리게스와 자주 협업하며, 로드리게스의 황혼에서 새벽까지 시리즈에 출연하였다.

## 출연 작품

### 영화
- 프로젝트 A (1983)
- 폭주기관차 (1985)
- 히든 (1987)
- 데스 위시 4 (1987)
- 탈옥 (1989)
- 코델 (1990)
- 죽음의 표적 (1990)
- 개 목걸이 (1991)
- 론리 하트 (1991)
- 더 베스트 (1991)
- 도플갱어 (1993)
- 이스트 L.A 스토리 (1993)
- 데스페라도 (1995)
- 히트 (1995)
- 황혼에서 새벽까지 (1996)
  - 황혼에서 새벽까지 2 (1999)
  - 황혼에서 새벽까지 3 (1999)
- 아나콘다 (1997)
- 콘 에어 (1997)
- 콘돔 전쟁 (1997)
- 리플레이스먼트 킬러 (1998)
- 식스 데이 세븐 나잇 (1998)
- 인페르노 (1999)
- 레인디어 게임 (2000)
- 스파이 키드 (2001)
  - 스파이 키드 2: 잃어버린 꿈들의 섬 (2002)
  - 스파이 키드 3D: 게임 오버 (2003)
  - 스파이 키드 4: 올 더 타임 인 더 월드 (2011)
- 버블 보이 (2001)
- 집행자 (2002)
- 트리플 엑스 (2002)
- 원스 어폰 어 타임 인 멕시코 (2003)
- 앵커맨 (2004)
- 살인마 가족 2 (2005)
- 셰리 베이비 (2006)
- 후드 오브 호러 (2006)
- 스마일리 페이스 (2007)
- 그라인드하우스 (2007)
- 할로윈: 살인마의 탄생 (2007)
- 테라 3D: 인류 최후의 전쟁 (2007)
- 어반 저스티스 (2007)
- 어론 인 더 다크 2: 마녀 사냥꾼 (2008)
- 팬보이즈 (2009)
- 섀도우 솔저 (2010)
- 프레데터스 (2010)
- 데스 레이스 2 (2010)
- 마셰티 (2010)
  - 마세티 킬즈 (2013)
- 리코일 (2011)
- 바이올렛 앤 데이지 (2011)
- 해롤드와 쿠마의 크리스마스 (2011)
- 탑캣: 뉴욕 대소동 (2011) - 목소리
- 브레이킹 윈드 (2012)
- 라이즈 오브 더 좀비 (2012)
- 데스 레이스: 인페르노 (2012)
- 더 클로스 (2013)
- 데드 인 툼스톤 (2013)
- F.O.E.: 에프.오.이. (2013)
- 불렛 (2014)
- 머펫 모스트 원티드 (2014)
- 마놀로와 마법의 책 (2014) - 목소리
- 인 더 블러드 (2014)
- 더 타겟 (2014)
- 버닝데드: 좀비의 섬 (2015)
- 악녀: 더 킬러 (2015)
- 리디큘러스 6 (2015)
- 아기배달부 스토크 (2016) - 목소리
- 데스 하우스 (2017)
- 데스 레이스 4: 비욘드 아나키 (2018) - 골드버그 역
- 도라와 잃어버린 황금의 도시 (2019)
- 3 프롬 헬 (2019)
- 악셀러레이션 (2019) - 샌토스 역
- 스폰지밥 무비: 핑핑이 구출 대작전 (2020) - 목소리
- 요로나: 끝나지 않은 저주 (2022)
- 미니언즈 2 (2022) - 목소리

### 텔레비전
- 브레이킹 배드 (2009-10)
- 썬즈 오브 아나키 (2011-12)